# Fisietto
Fisietto & C. La Saga dei Pistis è una serie a fumetti italiana creata nel 1999 dai fratelli Bruno e Paolo Tremulo.

## Storia editoriale
Fisietto nasce nel 1999 dalla penna dei fratelli Bruno e Paolo Tremulo. All'inizio i due fratelli pensarono alla creazione di un giallo a fumetti ma il progetto non andò avanti. Improvvisamente cambiarono idea decidendo di creare un personaggio sottoproletario. L'ispirazione nacque quando un pomeriggio rimasero bloccati nel traffico a causa di un motocarro carico di ferro vecchio parcheggiato in doppia fila. Rientrati a casa i due fratelli si misero subito al lavoro, Bruno ai disegni e Paolo alle sceneggiature.
Il successo della prima pubblicazione, stampata con una tiratura di 1 200 copie, fu tale da sorprendere gli stessi autori: per il secondo numero fu necessario aumentare la tiratura del 50%, nel giro di due uscite si arrivò ad una tiratura di 10 000 copie senza resi e a conclusione della prima serie fu richiesta dai lettori una ristampa.

Con la seconda serie un nuovo boom di vendite generato dal passaparola dei cittadini sardi sorprese nuovamente gli stessi autori che, nella migliore delle ipotesi, si aspettavano una tiratura di 5 000 copie e che invece arrivò nuovamente fino a 10 000 - 12 000 copie. Complice di questo successo fu anche l'utilizzo di Fisietto come testimonial, nel 2001, di un gioco a premi sul quotidiano regionale L'Unione Sarda: grazie a questa pubblicità il fumetto fece registrare un picco di vendite che arrivò a 15 000 copie durante il periodo natalizio.

## Trama
La serie racconta le vicende del personaggio Efisio Pistis e della sua famiglia. Le storie hanno luogo in Sardegna, principalmente nel capoluogo Cagliari. I personaggi parlano in sardo con slang campidanese cagliaritano e in italiano. I termini in lingua sarda più complessi vengono tradotti a piè di pagina.
Il fumetto non segue una trama principale ed ogni storia è indipendente. Tuttavia le varie vicende diventano parte integrante del background storico del fumetto, trovando spesso riferimenti nei numeri successivi.
Caratteristiche del fumetto sono le storie pubblicate ad episodi in 2, 3 e anche 4 numeri.
La città di Cagliari è rappresentata fedelmente e non sono rari i casi in cui personaggi pubblici locali accettano di comparire nel fumetto interpretando se stessi. Hanno partecipato ad alcune storie l'attore e comico Benito Urgu, vari giornalisti della tv regionale Videolina, l'artista Pinuccio Sciola e i calciatori Gianfranco Zola e Gigi Riva.
La prima serie di Fisietto venne pubblicata a partire da dicembre 1999. Stampata in formato 15 x 21 cm e con rilegatura in punto metallico.
Composta da 4 numeri, e con periodicità bimestrale, si concluse dopo 8 mesi.
A causa dell'inaspettato successo gli autori decisero di interrompere le pubblicazioni per provvedere ad una completa riorganizzazione della redazione. Il fumetto, nato come progetto amatoriale, divenne un impegno professionale.
A novembre 2001, dopo oltre un anno e mezzo di pausa dalla precedente, iniziò la pubblicazione bimestrale della seconda serie par la quale venne adottato il formato 12 x 17 cm (il cosiddetto formato Diabolik) e venne mantenuta la rilegatura in punto metallico. Il prezzo di copertina fissato a 2,00 €.
La seconda serie terminò improvvisamente nel gennaio 2007 con il numero 33 a causa di problemi interni alla redazione. Gli autori dichiararono che la serie fu interrotta per l'abbandono della redazione da parte di alcuni disegnatori. Questo episodio causò un buco nella programmazione delle uscite.
Nell'ottobre 2007 iniziò la pubblicazione della terza serie. Venne mantenuto il formato 12 x 17 cm ma venne cambiata la rilegatura, sostituendo il punto metallico con brossura con dorsino e copertina rigida.
Il prezzo venne alzato a 2,30 €. La periodicità fu bimestrale fino a luglio 2009, uscendo in edicola l'ultimo sabato del secondo mese.
A partire da agosto 2009 Fisietto divenne mensile uscendo in edicola il primo sabato del mese.
Dal numero 60 il prezzo venne alzato a 2,50 €.
La pubblicazione venne sospesa nel dicembre del 2011. In un'intervista gli autori dichiararono che la pubblicazione sarebbe ripartita nel dicembre del 2012 ma la serie non ripartì.
Il fumetto è composto da circa 100 pagine. La testata, riportante la scritta Fisietto a grandi caratteri maiuscoli, è sempre stata caratterizzata dall'alternarsi di quattro colori: rosso, blu, verde e giallo.
Caratteristico è l'incipit: il fumetto inizia sempre con la frase Cagliari, antica e nobile città ricca di storia e di cultura....
Particolari sono poi le inserzioni pubblicitarie, perlopiù di esercizi del cagliaritano: il personaggio Fisietto viene rappresentato mentre pubblicizza l'attività assieme ai titolari o ai dipendenti reali.

### Rubriche
All'interno del fumetto sono presenti varie rubriche:
- Saluti e Abbracci - Rubrica con la quale la redazione comunica con i lettori a proposito di novità sul fumetto, eventi, giudizi sul numero precedente e presentazione del numero successivo.
- L'oroscopo - Oroscopo umoristico.
- Glossario - Spiegazione approfondita di alcuni termini in lingua sarda.

## Personaggi
- Fisietto, protagonista assoluto della serie. Marito di Assuntina. Vive ai limiti della legalità e mantiene la famiglia facendo lavoretti manuali di ogni genere e trasporti con S'Apixedda, il suo motocarro. Soprannominato “Sa Bestia” poiché da giovane era un pugile promettente e poiché passa spesso e volentieri alle vie di fatto.
- Assuntina, moglie di Fisietto. Molto devota a Dio e alla Madonna. Gestisce l'intera famiglia Pistis assieme alla comare Adalgisa.
- Sesetto, braccio destro di Fisietto oltre che compare e cognato per averne battezzato il figlio e sposato la sorella. Sostenitore di Stalin, cui assimiglia nei tratti somatici, e del comunismo.
- Adalgisa, sorella di Fisietto e moglie di Sesetto.
- Zio Ciccitto, vecchio zio pregiudicato, rotto a ogni sotterfugio e imbroglio, rispettato da tutti. Per via della sua esperienza viene chiamato “Su Professori”.
- Nonna Saturnina, anziana ultranovantenne. Parla solo in sardo. È la proprietaria del terreno in cui vive la famiglia Pistis, di enorme valore ma che lei si ostina a non voler vendere nonostante il parere contrario di tutti i suoi parenti (e sia per questo ambitissimo dalle agenzie immobiliari) ed è titolare della pensione che sostiene l'intera famiglia. È in perenne attesa del ritorno di suo figlio Boicheddu, disperso in Russia durante la Seconda guerra mondiale.
- Zurrundeddu, fedele cane di nonna Saturnina. Bruttissimo di aspetto, ma intelligente e pensante (in sardo).
- Roberta, figlia prediletta di Fisietto e Assuntina. È una ragazza molto bella e responsabile. Amante degli animali e ottima studentessa.
- Luana, figlia di Fisietto. Caratterialmente l'esatto opposto della sorella Roberta, il suo sogno è di far carriera nel mondo dello spettacolo.
- Ivan, unico figlio di Sesetto e Adalgisa. Studente di ingegneria e appassionato di elettronica.
- Luca, amico di Ivan e figlio dell'avvocato Marras. È studente in giurisprudenza.
- Kevin, figlio dodicenne di Fisietto. Scolaro ripetente e promessa del calcio.
- Vanessa e Jonathan, i figli più piccoli di Fisietto.
- Alex, figlio primogenito di Fisietto.

## Sceneggiatori e disegnatori

### Ideatori
- Bruno Tremulo, ideatore e disegnatore della serie. Ha iniziato la sua carriera professionale a Lione con la casa editrice Navarro. In seguito lavorò per varie testate tra cui la Rizzoli. Nel 1987 torna in Sardegna abbandonando il fumetto e aprendo un'agenzia pubblicitaria. Durante questi anni nasce l'idea di creare un fumetto ambientato in Sardegna.
- Paolo Tremulo, ideatore e sceneggiatore della serie. Anch'egli, come il fratello, è sempre stato appassionato di fumetti.

### Sceneggiatori
Oltre all'ideatore Paolo Tremulo, scrivono i testi delle storie gli sceneggiatori Gotschku Mannu (a partire dalla seconda serie) e Umberto Sammarini (a partire dalla terza serie).
In passato hanno collaborato occasionalmente alle sceneggiature:
- Mauro Giordani, ha collaborato alla realizzazione di: Onore Rossoblu e Sa Merdona
- Marco Fara, ha collaborato alla realizzazione di: Aliga Party e La vendetta del fantasma
- Omar, ha collaborato alla realizzazione di: La vendetta del fantasma
- Paolo Peruzzo, ha collaborato alla realizzazione di: The Animal
- Paolo Gabriele, ha collaborato alla realizzazione di: Onore Rossoblu
- M. Bennato, ha collaborato alla realizzazione di: Campione per sempre
- P. Ottoman, ha collaborato alla realizzazione di: Campione per sempre

### Disegnatori
Oltre all'ideatore Bruno Tremulo, disegnano le tavole del fumetto i disegnatori Luciano Bernasconi, Bettina Brovelli, Lorenzo Lepori, Gotschku Mannu, Ilario "Rancho" Ranucci, Umberto Sammarini, Bruno Olivieri, Morrik e Benny Del Vecchio.
In passato hanno collaborato occasionalmente ai disegni:
- A. Lampis, ha collaborato alla realizzazione di: Tango Cagliaritano
- Marco Fara, ha collaborato alla realizzazione di: Tango Cagliaritano, Sa Merdona e The Animal
- A. Zucca, ha collaborato alla realizzazione di: Sa Merdona
- S. D'Agostino, ha collaborato alla realizzazione di: Fisietto scende in campo 1 e Love Story 1
- A. Zucca, ha collaborato alla realizzazione di: Onore Rossoblu
- L. Merati, ha realizzato: Fisietto scende in campo 2 e Il Sindacato 2

## Teatro
Fisietto è stato portato nelle scene teatrali cagliaritane dalla compagnia Il Crogiuolo, sotto la regia di Elio Turno Arthemalle. Nella rappresentazione, replicata in varie date nei teatri cittadini, gli attori Elio Turno Arthemalle, Marco Camboni, Alice Congiu, Giampaolo Loddo, Giulia Marini, Angelo Trofa e Monica Zoncheddu hanno dato voce ai personaggi mentre venivano proiettate le strisce del fumetto.